# フランケンシュタイン城

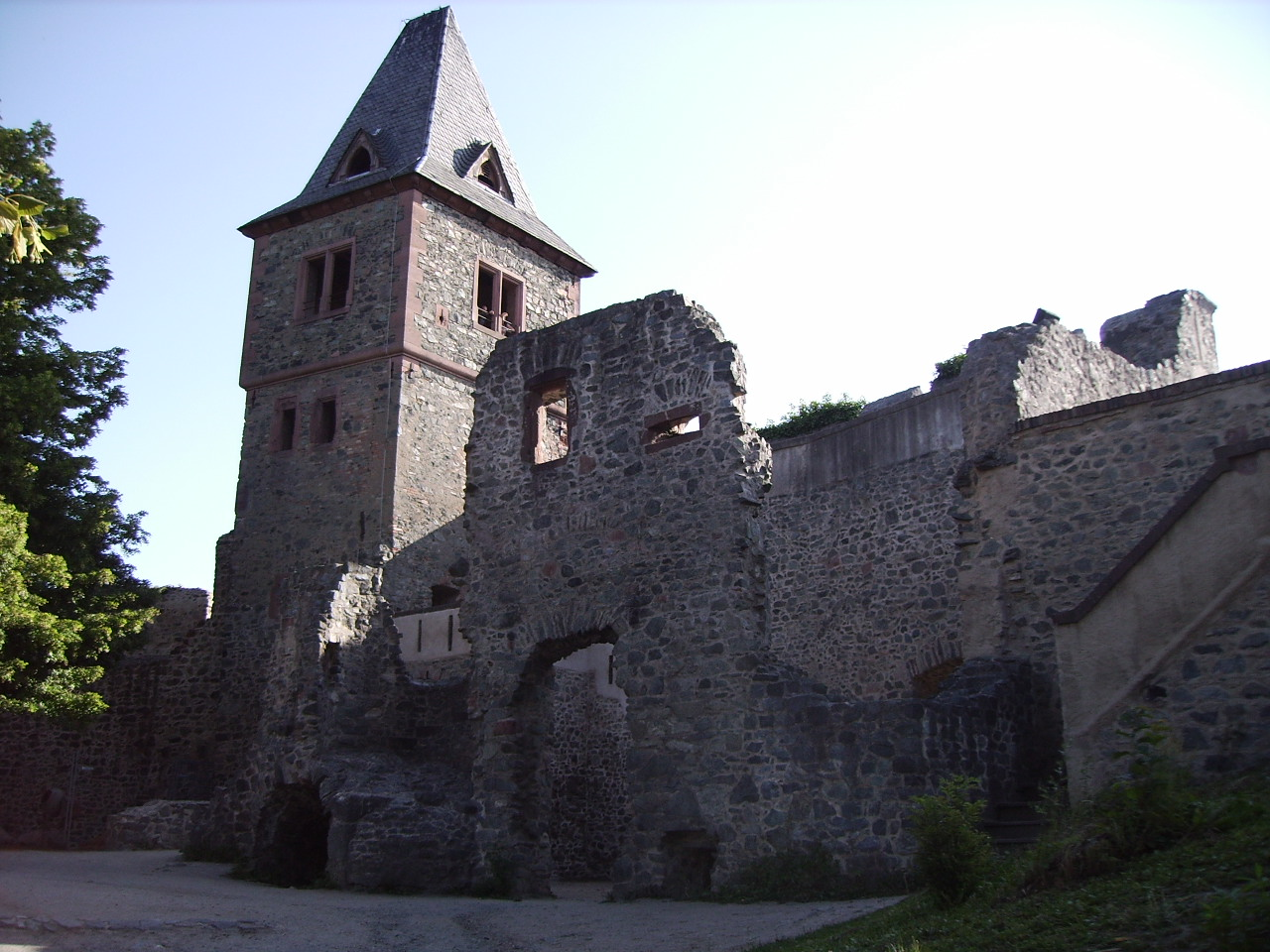
フランケンシュタイン城の塔および廃墟

フランケンシュタイン城（フランケンシュタインじょう、Burg Frankenstein）は、ドイツのダルムシュタットより5キロメートルほど南にある、丘の上に造られた城である。

## 概要
この城はフォン・フランケンシュタインの家名を受け継ぐドイツ貴族によって13世紀以前に建てられた。かつては相当の大きさの要塞であったが、現在は2つの塔と礼拝堂を残すのみとなっている。
17世紀後半から18世紀初頭において、この城は錬金術師であり自然哲学者のヨーハン・コンラート・ディッペルの住居となった。
彼はディッペル油の発明や、ヨーハン・ヤーコプ・ディースバッハと協力して紺青を発明したことで知られている。ディッペルは時に正統でない考えを持つことがあり、異端の咎で収監されていた時期もある。この地域の伝承によると、当時ディッペルは死体泥棒だと非難されていた。彼が解剖学にも興味を持っていたことを考えると、あながち根拠のない非難であるとも言い切れない。また時にディッペルは「フォン・フランケンシュタイン」と署名することがあったが、実際にはフランケンシュタイン家の子孫ではない。
小説『フランケンシュタイン、すなわち現代のプロメシュース』の著者メアリー・シェリーは夫妻でスイスにいるバイロン卿を訪ねる途中、この地域を旅したことがある。そして滞在先で嵐の夜に怪談をしている最中、この作品の着想を得たとされている（ディオダティ荘の怪奇談義）。そのため、彼女がこの城を訪れ、そして土地の伝承を聞いたのだと思われているが、実際に彼女自身がそう言及したわけではない。
また、ドイツにおけるハローウィーンの普及もフランケンシュタイン城周辺のイベントによって、本来はアイルランドなどの古代ケルトの祭りであったイベントがドイツ社会に浸透していった。

## 関連文献
- Art. "Frankenstein", in: Hessen, hg. v. Georg W. Sante, Stuttgart 1960 (= Handbuch der historischen Statten Deutschlands, 4. Bd.), S. 117
- Nieder-Beerbach, in: Georg Dehio, Handbuch der Deutschen Kunstdenkmaler: Hessen, bearb. v. Magnus Backes, 1966, S. 622